# Scientific Research Publishing
Scientific Research Publishing (SCIRP) versteht sich als wissenschaftlicher Open-Access-Verlag. Nach Jeffrey Beall und anderen gehört er zu den sogenannten Raubverlagen (englisch predatory open access publishers), die gegen Geld beliebige Artikel publizieren, von denen aber angenommen wird, dass sie abweichend von ihren eigenen Angaben nicht für ein Peer Review sorgen. SCIRP ist bekannt dafür, Spam-E-Mails zu verschicken um für Artikeleinsendungen und Mitarbeit im Redaktionsausschuss zu werben.
Teilweise waren Wissenschaftler als Herausgeber angegeben, die davon nichts wussten. Im Advisory Board befinden sich (Stand 2017) 13 Wissenschaftler.
Da chinesische Wissenschaftler finanzielle Anreize erhalten, wenn sie im Ausland publizieren, ist der Verlag dort beliebt. Nominell hat SCIRP seinen Sitz in Irvine, Kalifornien, tatsächlich handelt es sich aber um ein chinesisches Unternehmen. Der chinesische Verlag wurde 2007 von Huaibei Zhou gegründet.
2012 akzeptierte die bei SCIRP erscheinende Zeitschrift Advances in Pure Mathematics einen von dem Computerprogramm Mathgen erstellten Nonsens-Artikel, der nur deshalb nicht publiziert wurde, weil der Einreicher die verlangte Bearbeitungsgebühr in Höhe von 500 US-Dollar nicht zahlen wollte.
Der Verlag veröffentlicht Zeitschriften in den Fachbereichen Naturwissenschaften, Gesundheitswissenschaften, Informatik, Ingenieurwissenschaften, Sozialwissenschaften, Humanities und Mathematik. Er ist Mitglied von Crossref und vergibt für seine Journale DOIs und ISSNs. Derzeit veröffentlicht SCIRP 247 Fachzeitschriften. Sie tragen Titel wie Open, World und International Journal of … oder Advances in ….
Das norwegische Register der wissenschaftlichen Zeitschriften und Herausgeber stuft 74 Zeitschriften dieses Verlags auf der Stufe 0 (nicht wissenschaftlich) ein.